# Gia đình Haha
Gia đình Haha (khẩu hiệu: Những ngày trời bao la) là một chương trình truyền hình thực tế quảng bá văn hoá đặc sắc các vùng đất tại Việt Nam được phát sóng trên kênh VTV3. Đây là phiên bản Việt Nam của chương trình truyền hình Trung Quốc Haha Farmer do Mango TV sản xuất. Những thành viên hiện tại là Jun Phạm, Rhymastic, Bùi Công Nam, Ngọc Thanh Tâm và Duy Khánh.

## Định dạng
Chương trình quy tụ 5 nghệ sĩ gồm Jun Phạm, Rhymastic, Bùi Công Nam, Ngọc Thanh Tâm và Duy Khánh, trong vai những "người nông dân thực thụ" trải nghiệm lao động và sinh hoạt cùng người dân địa phương. Tại mỗi chặng, các thành viên của Gia đình Haha sẽ lưu trú trong 7 ngày 6 đêm tại nhà của người dân bản địa, tự tay chăm sóc vườn tược, vật nuôi, tham gia các công việc truyền thống như trồng trọt, thu hoạch, chăn nuôi, đánh bắt thủy hải sản, làm việc tại làng nghề, để đổi lấy nguyên liệu, lương thực và chi phí cho cuộc sống hàng ngày.

## Sản xuất
Đầu tháng 3/2024, Yeah1 và MangoTV đã ký kết thành công thỏa thuận hợp tác chiến lược tại Hội chợ Phim và Truyền hình Quốc tế Hồng Kông - Trung Quốc (Filmart). Trong đó, Yeah1 công bố đã mua bản quyền chương trình Haha Farmer cùng nhiều chương trình khác của MangoTV.  Chương trình do Trung tâm Xúc tiến thương mại - Nông nghiệp (thuộc Bộ Nông nghiệp và Môi trường), TikTok và Yeah1 phối hợp cùng thực hiện, nhằm quảng bá hình ảnh của Việt Nam thông qua việc giới thiệu các cảnh đẹp, du lịch làng nghề, con người, văn hóa, nông sản của từng vùng miền cũng như đẩy mạnh chương trình quốc gia "Mỗi xã một sản phẩm" (OCOP) nhằm đẩy mạnh hoạt động xây dựng thương hiệu, tuyên truyền quảng bá và hỗ trợ tiêu thụ nông sản trên phương tiện số; đẩy mạnh xúc tiến thương mại điện tử trong nước và giao thương quốc tế cho các sản vật địa phương.
Giữa tháng 3 năm 2025, Fanpage của chương trình được thành lập, kèm với đó là những thông tin đầu tiên về chương trình và gợi ý dàn cast lần lượt được xuất hiện. Đến ngày 19 tháng 3 năm 2025, dàn cast chính thức gồm 5 thành viên được công bố. Họ là những thành viên trong "Gia tộc Anh tài - Chị đẹp", đã góp mặt trong các chương trình Anh trai vượt ngàn chông gai và Chị đẹp đạp gió rẽ sóng.
Buổi họp báo ra mắt chương trình đã diễn ra vào chiều ngày 6 tháng 6 năm 2025 với sự góp mặt của các thành viên chính cùng nhiều nghệ sĩ khác. Các thành viên đã có những chia sẻ về những chặng ghi hình đầu tiên, và thể hiện bài hát chủ đề của chương trình trước các khán giả. Thông qua họp báo, nhà sản xuất nói rằng mục tiêu lớn hơn của chương trình ngoài những phút giây giải trí, "chữa lành" là mong muốn được góp phần quảng bá hình ảnh Việt Nam thông qua việc khắc họa vẻ đẹp cảnh sắc thiên nhiên, làng nghề truyền thống, tập quán và nông sản của từng vùng miền, đặc biệt là những vùng đất còn giữ nét đơn sơ, mộc mạc.
Vào cùng ngày, trailer của chương trình được đăng tải lên mạng xã hội. Ngày 12 tháng 6 năm 2025, bài hát chủ đề của chương trình là bài hát "Những ngày trời bao la" được công bố, do Bùi Công Nam sáng tác cùng với lời rap do Rhymastic viết, được thể hiện bởi cả 5 thành viên của Gia đình Haha.

## Phát sóng
Chương trình được phát sóng hàng tuần vào 20h thứ Bảy ngày 14.6.2025 trên kênh VTV3 và 20h30 cùng ngày trên kênh YouTube của Yeah1. Riêng sau tập 1 và tập 2, nhà sản xuất đã tiến hành phát hành các tập 1+ và 2+, được phát sóng vào 20h30 thứ Sáu trên Youtube của Yeah1, khai thác thêm hành trình tại chặng đầu tiên của chương trình một cách chi tiết. Sau tập 3, chương trình loại bỏ các tập cộng (+) và kéo dài thời lượng phát sóng các tập chính trên Youtube.
Chuỗi chương trình đồng hành Chuyện nhà Haha được phát sóng trên kênh Youtube của Yeah1 vào thứ Ba hàng tuần từ ngày 24 tháng 6 năm 2025, nhằm mở rộng câu chuyện hậu trường và góc nhìn gần gũi hơn từ các nghệ sĩ.

## Thành viên

### Thành viên chính
Sau đây là các thành viên chính của chương trình.
| STT | Tên            | Tên thật              | Năm sinh | Nghề nghiệp                               | Biệt danh     |
| --- | -------------- | --------------------- | -------- | ----------------------------------------- | ------------- |
| 1   | Jun Phạm       | Phạm Duy Thuận        | 1989     | Ca sĩ/Diễn viên                           | Anh Cả Thuận  |
| 2   | Rhymastic      | Vũ Đức Thiện          | 1991     | Nhạc sĩ/Ca sĩ/Rapper/Nhà sản xuất âm nhạc | Anh Hai Thiện |
| 3   | Bùi Công Nam   | Bùi Công Nam          | 1994     | Nhạc sĩ/Ca sĩ/Nhà sản xuất âm nhạc        | Anh Ba Nam    |
| 4   | Ngọc Thanh Tâm | Nguyễn Ngọc Thanh Tâm | 1993     | Diễn viên                                 | Chị Tư Tâm    |
| 5   | Duy Khánh      | Nguyễn Hữu Duy Khánh  | 1995     | Diễn viên/MC                              | Em Út Khánh   |

### Khách mời
| Chặng | Tập                                                  | Tên                 | Tên thật             | Năm sinh | Nghề nghiệp                       | Biệt danh |
| ----- | ---------------------------------------------------- | ------------------- | -------------------- | -------- | --------------------------------- | --------- |
| 1     | 2+ – 4 (20 tháng 6 – 5 tháng 7 năm 2025)             | Minh Tuyết          | Trần Thị Minh Tuyết  | 1976     | Ca sĩ                             | Mẹ Tuyết  |
| 2     | 6 – 8 (19 tháng 7 – 2 tháng 8 năm 2025)              | Bùi Lan Hương       | Bùi Lan Hương        | 1989     | Nhạc sĩ/Ca sĩ                     |           |
| 2     | 6 – 8 (19 tháng 7 – 2 tháng 8 năm 2025)              | BB Trần             | Trần Phan Quốc Bảo   | 1990     | Diễn viên/Người mẫu               |           |
| 3     | 8 – 11 (dự kiến) (2 tháng 8 – 23 tháng 8 năm 2025)   | Thanh Duy           | Phạm Trần Thanh Duy  | 1986     | Ca sĩ/Diễn viên                   |           |
| 3     | 8 – 11 (dự kiến) (2 tháng 8 – 23 tháng 8 năm 2025)   | Ái Phương           | Phan Lê Ái Phương    | 1989     | Nhạc sĩ/Ca sĩ/Diễn viên/Người mẫu |           |
| 4     | 12 - 15 (dự kiến) (30 tháng 8 – 20 tháng 9 năm 2025) | Tóc Tiên            | Nguyễn Khoa Tóc Tiên | 1989     | Ca sĩ/Diễn viên                   |           |
| 4     | 12 - 15 (dự kiến) (30 tháng 8 – 20 tháng 9 năm 2025) | (S)TRONG Trọng Hiếu | Nguyễn Trọng Hiếu    | 1992     | Ca sĩ/Vũ công                     |           |

## Danh sách các chặng
| Ch | Tập và ngày phát sóng                            | Địa điểm                  | Khách mời              | TK |
| -- | ------------------------------------------------ | ------------------------- | ---------------------- | -- |
| 0  | 1 (14 tháng 6 năm 2025)                          | Lý Sơn, Quảng Ngãi        | Không khách mời        |    |
| 1  | 1 – 4 (14 tháng 6 – 5 tháng 7 năm 2025)          | Bản Liền, Bắc Hà, Lào Cai | Minh Tuyết             |    |
| 2  | 4 (5 tháng 7 năm 2025)                           | Lý Sơn, Quảng Ngãi        | Không khách mời        |    |
| 2  | 5 (12 tháng 7 năm 2025)                          | Lý Sơn, Quảng Ngãi        | Không khách mời        |    |
| 2  | 5 – 8 (12 tháng 7 năm 2025 – 2 tháng 8 năm 2025) | Sa Huỳnh, Quảng Ngãi      | BB Trần, Bùi Lan Hương |    |
| 3  | 8 – (2 tháng 8 năm 2025 – 23 tháng 8 năm 2025)   | Giồng Trôm, Bến Tre       | Thanh Duy, Ái Phương   |    |

## Danh sách các tập theo chặng
| Ch | Tập | Địa điểm                                                | Tiêu đề                                                                       | Ngày                |
| -- | --- | ------------------------------------------------------- | ----------------------------------------------------------------------------- | ------------------- |
| 1  | 1   | Gia đình chị Vàng Thị Thông (Bản Liền, Bắc Hà, Lào Cai) | Hành trình khám phá Bản Liền Lào Cai khiến dàn cast "quay cuồng"              | 14 tháng 6 năm 2025 |
| 1  | 1+  | Gia đình chị Vàng Thị Thông (Bản Liền, Bắc Hà, Lào Cai) | Jun Phạm toát mồ hôi vì lần đầu đi cày, Duy Khánh khốn đốn bởi não cá vàng    | 20 tháng 6 năm 2025 |
| 1  | 2   | Gia đình chị Vàng Thị Thông (Bản Liền, Bắc Hà, Lào Cai) | Bài học sinh tồn trên rừng đầu tiên, Jun Phạm gặp "sự cố" phải vào trạm xá    | 21 tháng 6 năm 2025 |
| 1  | 2+  | Gia đình chị Vàng Thị Thông (Bản Liền, Bắc Hà, Lào Cai) | Chị Thông "chơi lớn" mở tiệc đãi Minh Tuyết và màn rượt đuổi có 1-0-2         | 27 tháng 6 năm 2025 |
| 1  | 3   | Gia đình chị Vàng Thị Thông (Bản Liền, Bắc Hà, Lào Cai) | Bùi Công Nam muốn làm rể Tây Bắc, Jun Phạm ngậm ngùi vì sắp xa Bản Liền       | 28 tháng 6 năm 2025 |
| 1  | 4   | Gia đình chị Vàng Thị Thông (Bản Liền, Bắc Hà, Lào Cai) | Dàn cast mở concert bên bờ suối, chị Thông bật khóc ngày tạm biệt             | 5 tháng 7 năm 2025  |
| 2  | 5   | Sa Huỳnh, Quảng Ngãi                                    | Trải nghiệm làm muối tại Quảng Ngãi, dàn cast được về ngôi nhà chung          | 12 tháng 7 năm 2025 |
| 2  | 6   | Sa Huỳnh, Quảng Ngãi                                    | Dàn cast mở concert giữa đồng, BB Trần và Bùi Lan Hương bối rối khi gặp sự cố | 19 tháng 7 năm 2025 |
| 2  | 7   | Sa Huỳnh, Quảng Ngãi                                    | Ác mộng ngoài khơi của Duy Khánh và Bùi Công Nam, cả hội trúng mẻ cá khổng lồ | 26 tháng 7 năm 2025 |
| 2  | 8   | Sa Huỳnh, Quảng Ngãi                                    | Tạm biệt Quảng Ngãi, dàn cast đổ bộ miền Tây với thử thách mới toanh          | 2 tháng 8 năm 2025  |
| 3  | 8   | Gia đình chú Chín Cường (Giồng Trôm, Bến Tre)           | Tạm biệt Quảng Ngãi, dàn cast đổ bộ miền Tây với thử thách mới toanh          | 2 tháng 8 năm 2025  |
| 3  | 9   | Gia đình chú Chín Cường (Giồng Trôm, Bến Tre)           | Ái Phương bất ngờ góp mặt, thử thách thu hoạch mật ong thêm kịch tính         | 9 tháng 8 năm 2025  |
| 3  | 10  | Gia đình chú Chín Cường (Giồng Trôm, Bến Tre)           | Bùi Công Nam trổ tài hái dừa đẳng cấp, Ái Phương có chuyến cào nghêu để đời   | 16 tháng 8 năm 2025 |

## Giải thưởng và vinh danh

### Vinh danh
- Ủy ban nhân dân tỉnh Lào Cai trao tặng bằng khen cho chương trình truyền hình Gia đình Haha tại Hội nghị gặp gỡ doanh nghiệp du lịch nhân dịp kỷ niệm 65 năm thành lập ngành Du lịch Việt Nam (09/7/1960 – 09/7/2025) vì những đóng góp nổi bật cho sự phát triển du lịch địa phương.[16]

## Hoạt động bên lề

### Chương trình trồng cây "Gia đình Haha – Vì một Việt Nam hạnh phúc"
Sáng ngày 8 tháng 8 năm 2025, xã Bản Liền (tỉnh Lào Cai) tổ chức Lễ ra quân chương trình trồng cây "Gia đình Haha – Vì một Việt Nam hạnh phúc". Chương trình là một sáng kiến thiện nguyện xã hội được triển khai trên toàn quốc, do Trung tâm Truyền thông Tài nguyên và Môi trường (Bộ Nông nghiệp và Môi trường) cùng Công ty Cổ phần Tập đoàn Yeah1 và các đối tác đồng hành thực hiện. Mục tiêu chính nhằm nâng cao nhận thức, thúc đẩy hành động thiết thực bảo vệ môi trường, phục hồi cảnh quan tự nhiên và hỗ trợ sinh kế bền vững cho người dân địa phương.